# Volkswagens historia under 1950-talet
Volkswagens historia

1930-talet | 1940-talet | 1950-talet | 1960-talet | 1970-talet | 1980-talet | 1990-talet | 2000-talet | 2010-talet
Volkswagens historia under 1950-talet.

## 1950

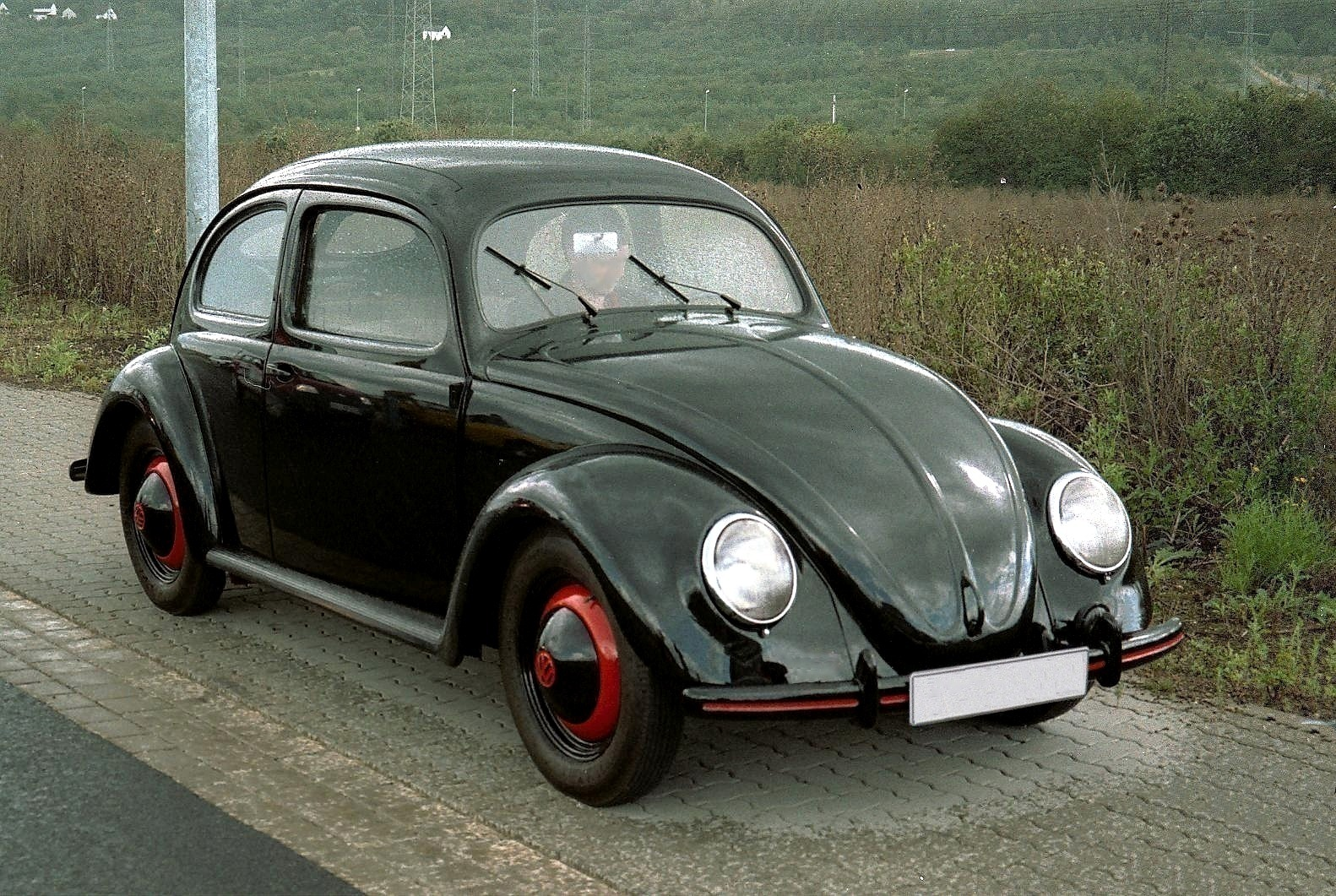
Volkswagen från 1950.

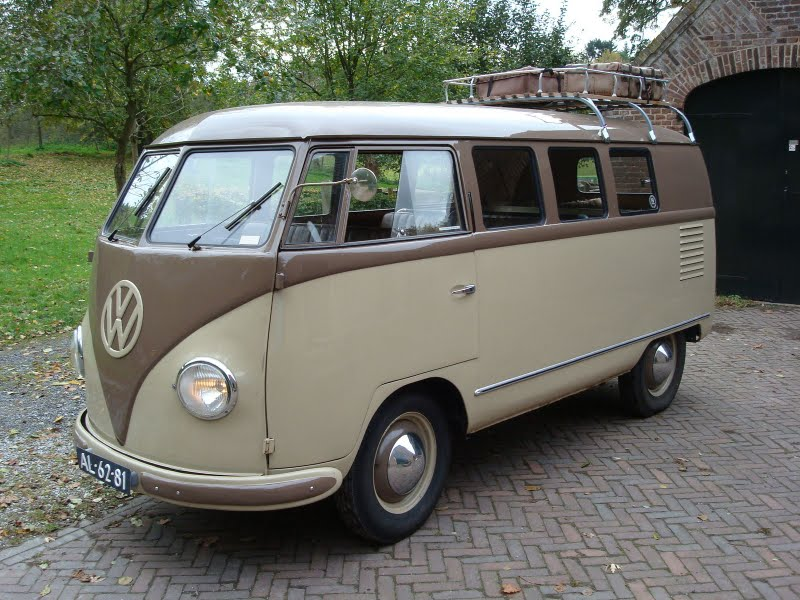
Transporter från 1952.

Stora förbättringar infördes på "Bubblan" i exportutförandet, den fick bland annat hydrauliska bromsar (enkrets till 31/7-1967).
En av förbättringarna var en s-formad slipad kant på dörrutorna, vilket innebar att det blev en aning ventilation även om fönstret var upphissat. Det kom också en Cabrioletmodell av Bubblan.
Den första Volkswagen Transporter, typ II, lämnade monteringsbandet i februari. Serieproduktionen startade 8 mars, vid starten tillverkades 10 bilar per dag. VW Transporter var baserad på Bubblans bottenplatta, men i verkligheten hade ”Transportern” ingen bottenplatta, den hade ett självbärande karosseri, men resten var likt med motorn längst bak. Den hade samma axelavstånd som Bubblan, 240 cm. De första modellerna hade plåtat skåp utan sidorutor, och redan en månad efter fisk bussen sidorutor. Med enkla handgrepp kunde man ta ur sätena bak i bilen, och så hade man en skåpbil. Det kom också en modell med öppningsbart tak av tyg (soltak). Den första Transportergenerationen tillverkades till 1967.
Leveranser av demonterade bilar började, CKD-modeller, (completely knocked down), till Brasilien och Irland, där bilarna skulle monteras. Detta var starten på självständiga produktionsenheter.
- Modellbeteckningar 1.5.1950-4.1.1954.
- Typ 1  Volkswagen Bubbla.
- Typ 11A Standardmodell, vänsterstyrd.
- Typ 11B Standardmodell, högerstyrd.
- Typ 11C Exportmodell, vänsterstyrd.
- Typ 11D Exportmodell, högerstyrd.
- Typ 11E Standardmodell, med soltak av tyg, vänsterstyrd.
- Typ 11F Standardmodell, med soltak av tyg, högerstyrd.
- Typ 11G Exportmodell, med soltak av tyg, vänsterstyrd.
- Typ 11H Exportmodell, med soltak av tyg, högerstyrd.
- Typ 14A Bubbla Cabriolet, tvåsitsig, (Hebmüller).
- Typ 15A Bubbla Cabriolet, fyrsitsig, vänsterstyrd, (Karmann).
- Typ 15B Bubbla Cabriolet, fyrsitsig, högerstyrd, (Karmann).
- Typ 17A Bubbla sjukbil, (utförande av Miesen).
- Typ 18A Polisbil, öppen typ, fyrsitsig, (Hebmüller).

- VW-Transporter.
- TYP 2.
- Typ 21   Skåpbil, (från feb. 1950)
- Typ 22   Buss, (från maj 1950)
- Typ 23   Combi, (från mars 1950)
- Typ 24   Buss, specialmodell "Samba" (från juni 1951)
- Typ 26   Pick-up, (från aug. 1952)
- Typ 27   Ambulans, (från dec. 1951)

## 1951
En kort nerdragning av produktionen skedde 29 mars-31 mars, anledningen var "knapphet" på karosseriplåt på grund av det pågående Koreakriget.
Från den 6 januari blev "Bubblan" utrustad med öppningsbara luckor på torpedsidorna fram (till 30 sept. 1952).
Den 5 oktober lämnade den 250 000:e ”Bubblan” monteringsbandet. Bilen lottades ut till personalen. Under året tillverkades 105 712 bilar, varav 12 003 ”Transporter”.
Företaget exporterade nu till 29 länder. De utföranden som fanns var standard- och exportmodeller.
I Tyskland fanns "Luxus", lyxmodellen, den fick namnet "Export-Modell" och i utlandet kallades modellen "Saloon" eller "De-Luxe".
Modellen Samba-Bus presenterades, den var uteslutande tillverkad för personbefordran och hade tvåfärgslackering, soltak av tyg, mycket krom och 23 fönster. Under året skrevs ett kontrakt med ett företag i Sydafrika, SAMAD, South African Assemblers a nd Distributors Ltd. Det ledde till att den första Bubblan rullade ut från bandet redan den 31 augusti 1955, från fabriken i Uitenhage.

## 1952
1 oktober tillkom öppningsbara ventilationsrutor.
1952 tillverkades 114 348 Volkswagen av ”Bubble”-typ, för första gången var man över antalet 100 000.

## 1953
Volkswagen nummer 500 000 rullade av monteringsbandet. Den 10 mars kom en stor nyhet, den hela bakrutan.
Den 23 mars grundades Volkswagen do Brasil SA i Sao Bernardo do Campo, utanför São Paulo. Företaget i Brasilien utvecklades på kort tid till att bli Volkswagenwerks mest betydande dotterföretag. Från början kom alla delar från fabriker i Tyskland, men på grund av den dåliga ekonomin i Sydamerika tvingades man snart att producera allt man behövde inom landet. De tekniska förutsättningarna och kompetensnivån gjorde att VW tog kontakt med sina partners och leverantörer hemma för att få dem att engagera sig i Sydamerika, så att det positiva samarbetet kunde fortsätta. 
Årsproduktionen i koncernen blev 179 740 enheter.

## 1954
Efter endast fyra års produktion rullade Volkswagen Transporter nr 100 000  av monteringsbandet i Wolfsburg. Redan då tillverkades 30 olika utföranden av den bilen, från buss och skåpbil till olika lastbilsmodeller. Man insåg snart att det inte kunde fortsätta så i Wolfsburg, man kunde då inte producera mer än 80 bilar per dag, och inte utan stora svårigheter kunde produktionen ökas.
Heinz Nordhoff bestämde sig för att bygga ett eget "Transportwerk".

## 1955

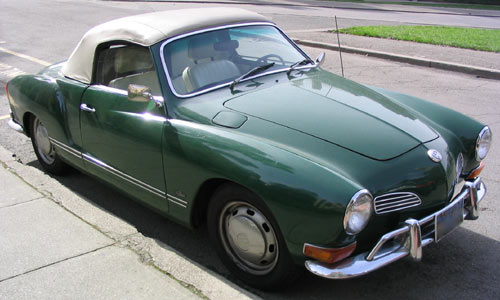
Volkswagen Karmann Ghia, front

Den 14 juli visades den nya bilen, som utvecklats i samarbete med Karmann, Volkswagen Karmann Ghia Coupé.
Bil nummer 1 000 000 körde av bandet den 5 augusti. Behovet att utvidga var påträngande. Den nya platsen fann man raskt, Hannover. Den 24 januari 1955 fattades beslutet att bygga en ny fabrik för tillverkning av Volkswagen Transporter. Redan 5 veckor senare, den 1 mars 1955, lade personligen Heinrich Nordhoff grundstenen till den nya fabriken.
Volkswagen of America, Inc. etablerades i Englewood Cliffs i New Jersey den 27 oktober för distribution av Volkswagenprodukter.

## 1956
Den 8 mars rullade den första Transportern av monteringsbandet i den nya fabriken i Hannover. Serieproduktionen startade 20 mars. Från starten hade man tillverkat 200 000 Transporter till och med den 13 september.
I Sydafrika grundades ett nytt VW-företag med namnet Volkswagen of South Africa (PTY) Ltd. baserat på uppköp av den existerande importören. Det nya företaget hade uppgiften att montera bilar. Företaget är lokaliserat i Uitenhage, C.P.

## 1957

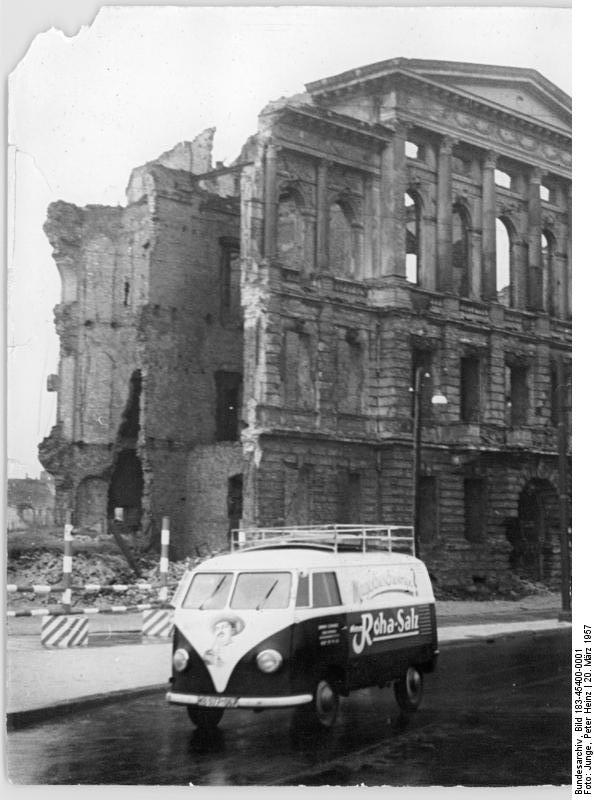
En Typ 2 framför den förstörda amerikanska ambassaden i Berlin 1957

Gaspedal kom detta året, tidigare var det "rulle", vilket innebar att uttrycket "full rulle" inte var aktuellt på nyare bilar.
Vid årets ingång var något över 35 000 personer anställda i Västtyskland inom VW-koncernen.
I juni etablerades företaget Volkswagen (Australasia) Pty. Ltd. i Melbourne. 
På bilsalongen i september i Frankfurt am Main presenterades den nya Karman Ghia Cabriolet. Efterfrågan på Volkswagen-bilar var vid tidpunkten mycket stor och produktionskapaciteten hade nått smärtgränsen i de befintliga fabrikerna i Wolfsburg, Braunschweig och Hannover. Det byggdes upp en "kö" av beställda olevererade fordon, det enda som kunde göras var att utöka produktionskapaciteten, och i oktober köpte Volkswagenwerk ännu en tomt i Kassel.
VW nummer 2 000 000 producerades 28 december.

## 1958
En ny fabrik öppnades i Kassel den 1 juli, där tillverkas i huvudsak motorer och växellådor (aggregattillverkning). 
Fabriken utvidgades med tiden till att bli centrallager för reservdelar till alla Volkswagen- och AUDI-modeller, och huvudlager för hela världen.
Den 25 juni lämnade den 250 000:e utbytesmotorn fabriken, från starten 1948. Vid den tidpunkten rullade nästan var tionde Volkswagen med en utbytesmotor. En utbytesmotor var 58 % billigare än en ny i Tyskland.
Från den 11 november producerades förutom VW Transporter också Volkswagenmotorer i Werk Hannover.

## 1959

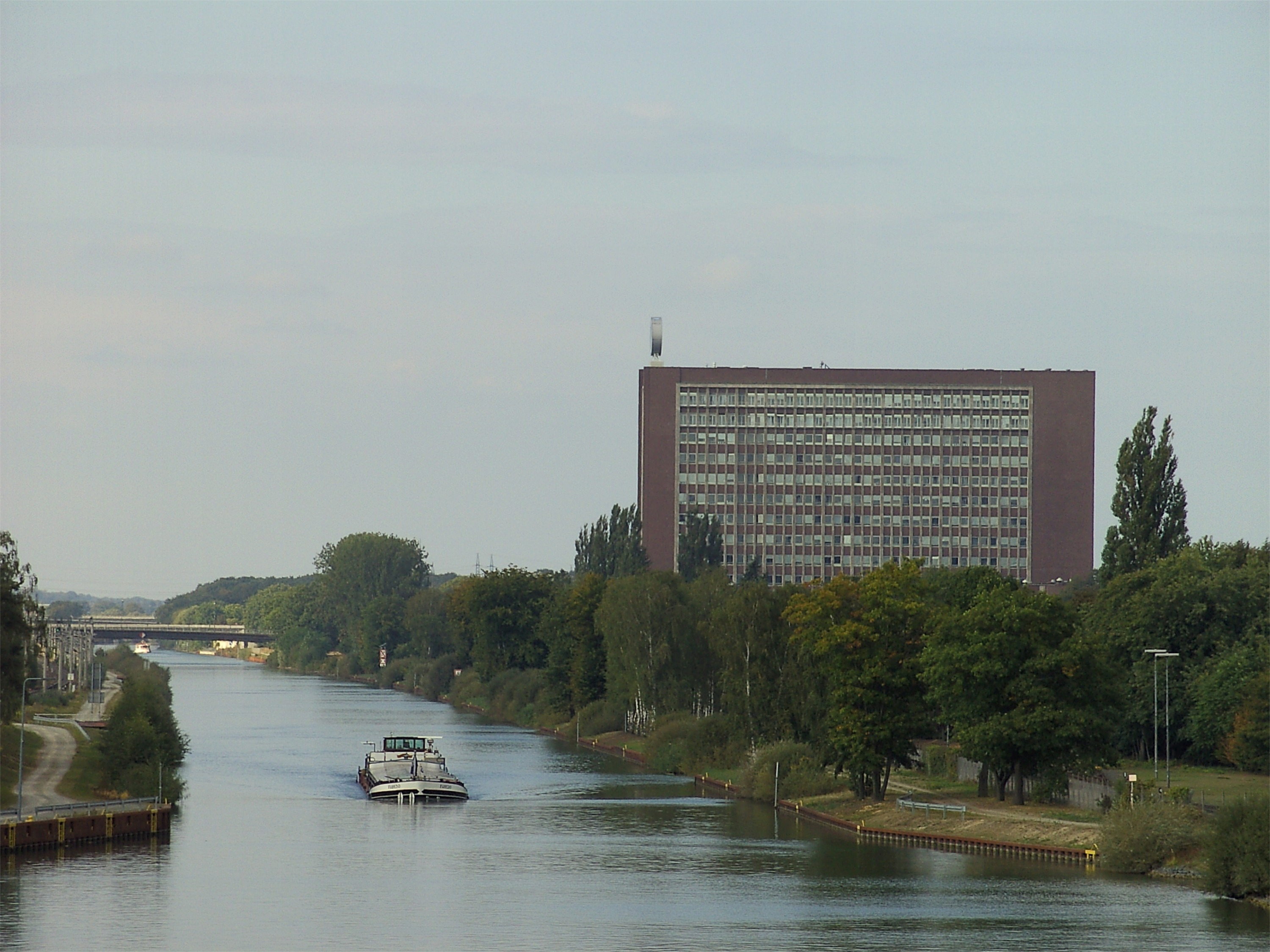
Det nya huvudkontoret vid Mittellandkanal i Wolfsburg invigdes 1959.

På fabriksområdet i Wolfsburg invigdes ett nytt 13 våningar högt kontorshus för koncernledningen.
I Werk Hannover producerades motorer. Från och med detta år tillverkades alla luftkylda och vattenkylda boxermotorer för den inre tyska marknaden i Werk Hannover.
En ny fabrik öppnades i Brasilien, VW do Brasil, i Sao Bernardo do Campo.
Det kom ut en del trimningssatser till Bubblan under 1950-talet, bland annat Folke Mannerstedts "Excam". Med "Excam" kunde man uppnå topphastigheter upp till 130 km/tim. Motoreffekten blev cirka 45 hk SAE vilket motsvarade cirka 41–42 hk DIN. Det fanns även en kompressor från USA, "Judson VW-accelerationsaggregat".
Rymans-skruvar var en effektökande del som ingick i vipparmssystemet, det var en excentrisk skruv som gjorde att insugningsventilerna öppnade lite mer.
Volkswagens historia

1930-talet | 1940-talet | 1950-talet | 1960-talet | 1970-talet | 1980-talet | 1990-talet | 2000-talet | 2010-talet